# Ambroise Gardeil
Pour les articles homonymes, voir Gardeil.
Ambroise Gardeil (ou Père Gardeil), né le 29 mars 1859 à Nancy (France) et mort le 2 octobre 1931, est un prêtre dominicain français, théologien catholique et professeur de théologie, il est spécialiste de la mystique.

## Biographie
Entré dans l'Ordre dominicain en 1878, il est professeur de théologie au Studium de la Province dominicaine de France de 1884 à 1911, d'abord à Corbara, puis au Saulchoir. Cofondateur de la Revue thomiste, il est l'oncle d'un autre père dominicain, Henri-Dominique Gardeil (1900-1974).

## Écrits
- La crédibilité et l'apologétique, Gabalda, Paris, 1908, 2e édition en 1912, 332 pages, réédité en 2019.
- La Structure de l'âme et l'expérience mystique, vol. 1, Gabalda, Paris, 1927, 397 pages, réédité en 2019.
- La Structure de l'âme et l'expérience mystique, vol. 2, Gabalda, 1927, 370 pages, réédité en 2019.
- Le donné révélé et la théologie, Cerf, Juvisy, 1910, 2e édition 1932, 372 pages, réédité en 2017.
- La vraie vie chrétienne, Desclée de Brouwer, Paris, 1935, 362 pages.
- Le Saint-Esprit dans la vie chrétienne, Cerf, Juvisy, 1935, 183 pages, réédité en 2017.
- Les Dons du Saint-Esprit dans les Saints dominicains: Étude de psychologie surnaturelle et lectures pour le temps de la Pentecôte, Lecoffre, Paris, 1903, 100 pages, réédité en 2017.
- Le sens du Christ, Cerf, Paris, 1939, 67 pages.